# Athittayawong
Athittayawong (Thai สมเด็จพระอาทิตยวงศ์ – Somdet Phra Athittayawong; * 1618 in Ayutthaya, Thailand) war im Jahr 1629 für 38 Tage König von Ayutthaya und wird als 23. (oder nach anderer Zählung 24. Monarch) von Ayutthaya geführt.

## Leben
Athittayawong war der zweite Sohn von König Songtham aus dem Haus Sukhothai und der jüngere Bruder des vorherigen Königs Chetthathirat. Nachdem Chetthathirat durch den Kriegsminister Chao Phraya Kalahom Suriyawong (เจ้าพระยากลาโหมสุริยวงศ์) umgebracht worden war, setzte er den erst zehnjährigen Athittayawong auf den Thron und übernahm die Regentschaft.
Nach weniger als einem Monat befanden die Hofadligen und Beamten, dass der König zu jung für seine Aufgabe sei und erklärten Suriyawong zum neuen Herrscher. Er nahm den Thronnamen Prasat Thong an und regierte von 1629 bis 1656.